# ويكيبيديا الكشميرية
ويكيبيديا الكشميرية (بالكشميرية:

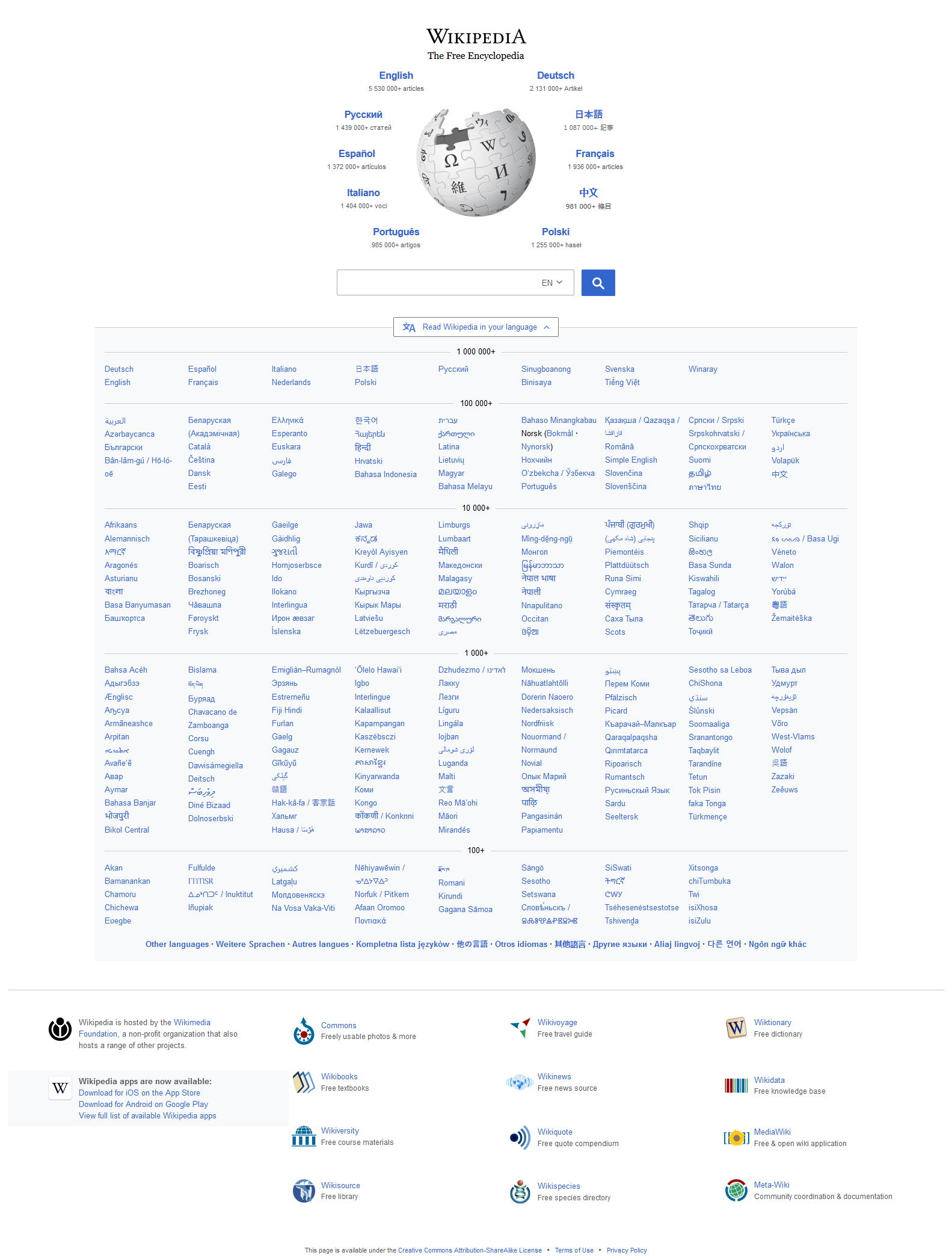
صورة من البوابة الرئيسية لويكبيديا تظهر الإصدارات اللغوية المختلفة مرتبة حسب عدد المقالات.

کٔشِیریس ویکیپیٖڈیس)، هي إصدار باللغة الكشميرية لموسوعة ويكيبيديا ضمن مشروع ويكيميديا، ذات نظام كتابة أبجدية عربية ورمز كودها الويكيبيدي معرَّف ب(ks)

## أرقام وإحصاءات
في إحصاءات 29 نوفمبر 2015، كانت تحتوي ويكيبيديا الكشميرية على 263 مقالة، و31,201 تعديل و 4,759 مستخدم مسجل بينهم 17 مستخدماً نشيطاً في الشهر الأخير من تاريخ الإحصاءات المشار إليها أعلاه، وإداري واحد، ورُفعت إليها حوالي صورة واحدة داخلية. ولكن في 21 مارس 2021 أصبحت 8,057 مستخدم مسجل بينهم 13 مستخدم نشيط و514 مقالة و34,932 تعديل.
| عدد المستخدمين المسجلين | عدد المستخدمين النشيطين | عدد المقالات | عدد التعديلات | عدد الملفات المرفوعة | عدد الإداريين |
| ----------------------- | ----------------------- | ------------ | ------------- | -------------------- | ------------- |
| 12٬192                  | 33                      | 6٬570        | 105٬478       | 30                   | 2             |

## اللغة الكشميرية
اللغة الكشميرية هي لغة الكشميريين وجامو الذين يتجاوز عددهم إثني عشر مليوناً، في المنطقة الشمالية الغربية لشبه القارة الهندية، وتنتسب اللغة الكشميرية إلى اللغات الهندو أوروبية.